# Cmentarz Żołnierzy Radzieckich w Gdańsku
Cmentarz Żołnierzy Radzieckich w Gdańsku – cmentarz wojenny w Gdańsku, miejsce pochówku żołnierzy radzieckich poległych w trakcie walk o Gdańsk w 1945 r.

## Opis cmentarza
Cmentarz o powierzchni 1,65 ha, zlokalizowany przy ul. Giełguda, bezpośrednio obok Cmentarza Garnizonowego. Zbudowany w latach 1946-1951. Pochowano tutaj 3088 żołnierzy radzieckich, ekshumowanych w latach 1946-1949 na obszarze Gdańska. Znana jest tożsamość 1291 pochowanych. Wśród nich jest jeden generał-major. 
Cmentarz położony jest na zboczu, ma formę trzech tarasów połączonych schodami. Na najwyższym poziomie znajduje się 18 metrowy obelisk. Na poziomie średnim mur z płaskorzeźbą. Dolny poziom natomiast zajmują pola grzebalne, nad którymi zamontowano 1088 pomników. Mają formę pięcioramiennych gwiazd. Pola grzebalne otoczone są murkiem granitowym z wyrytymi nazwiskami pochowanych osób, których tożsamość jest znana.

## Galeria

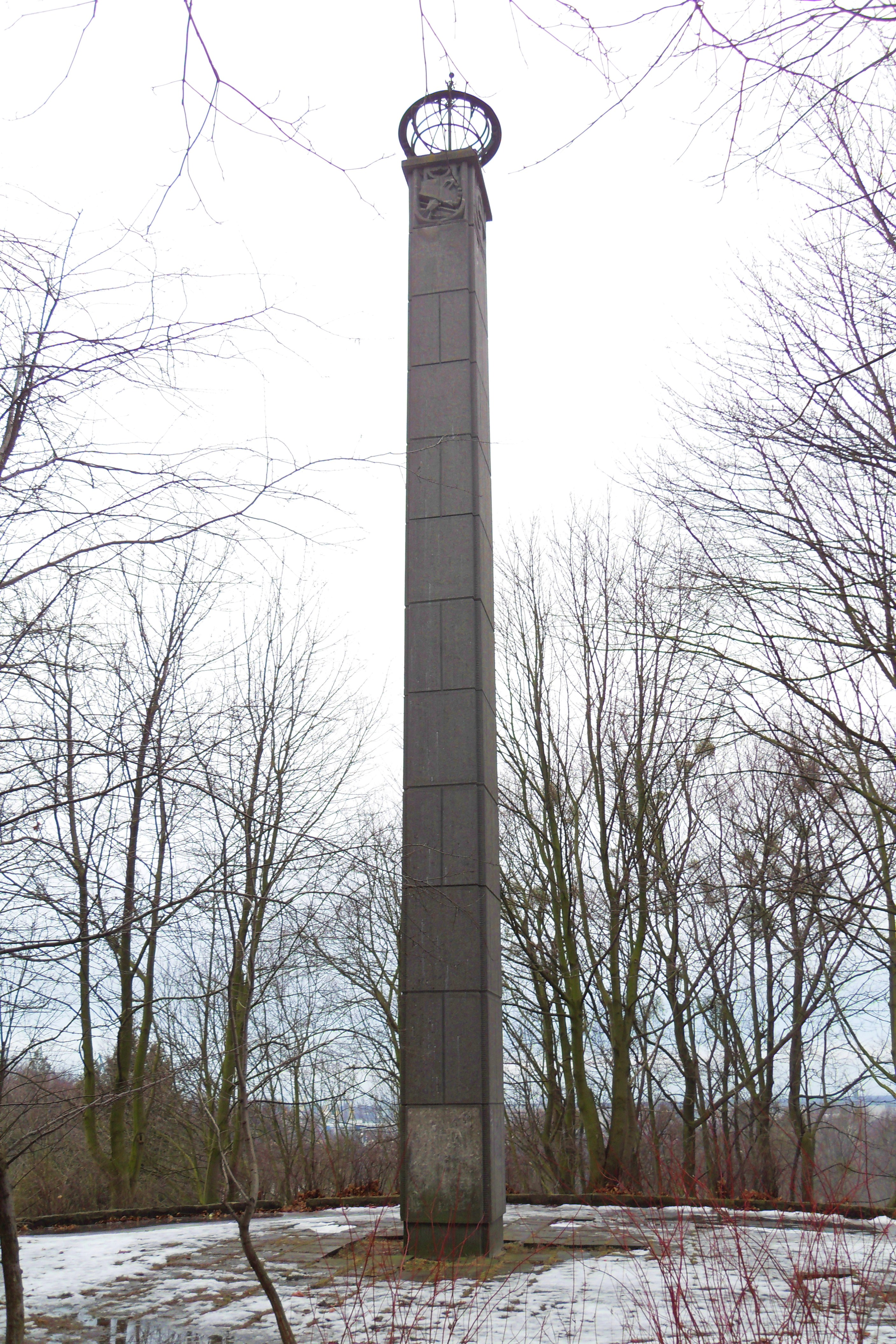
Obelisk
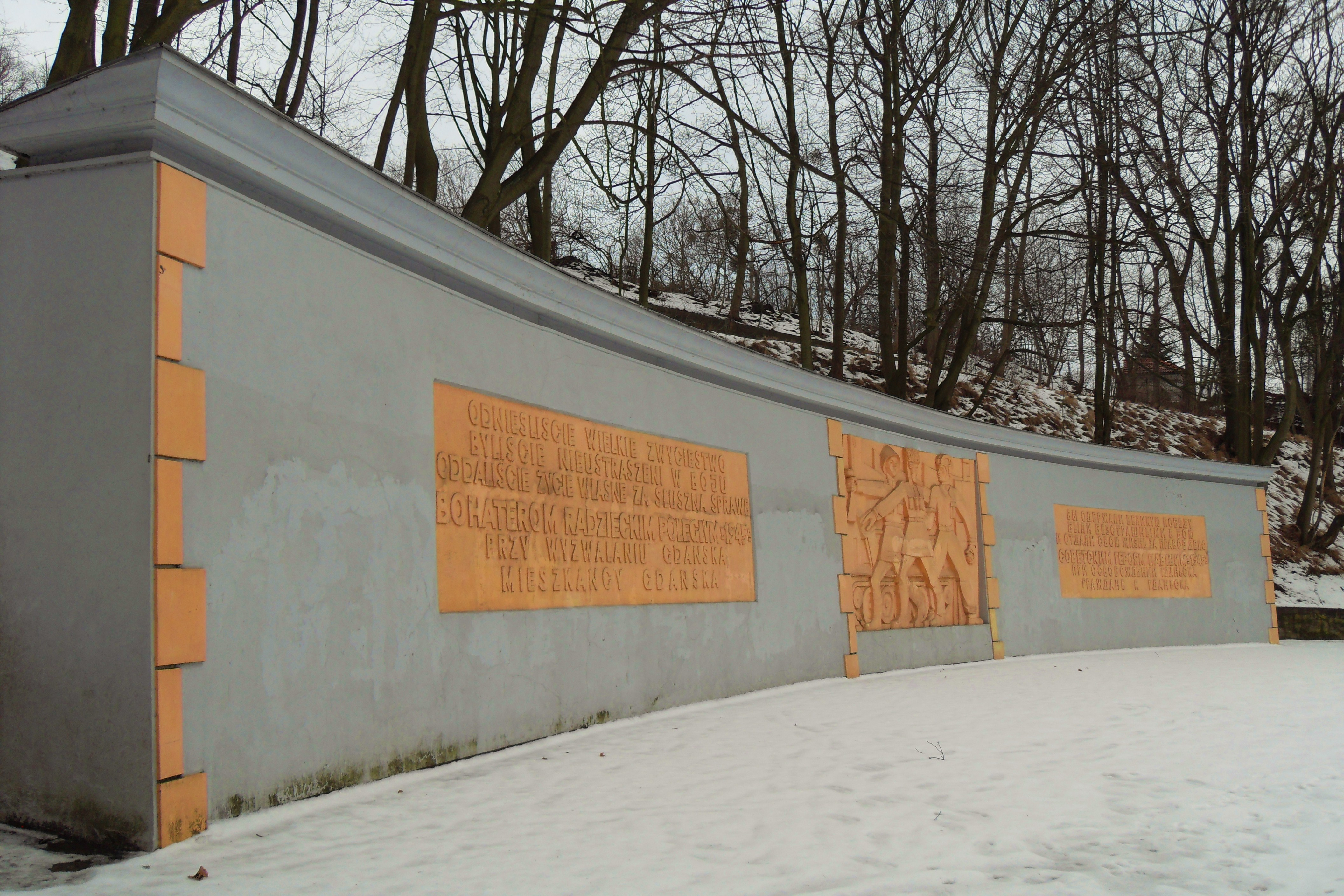
Płaskorzeźba
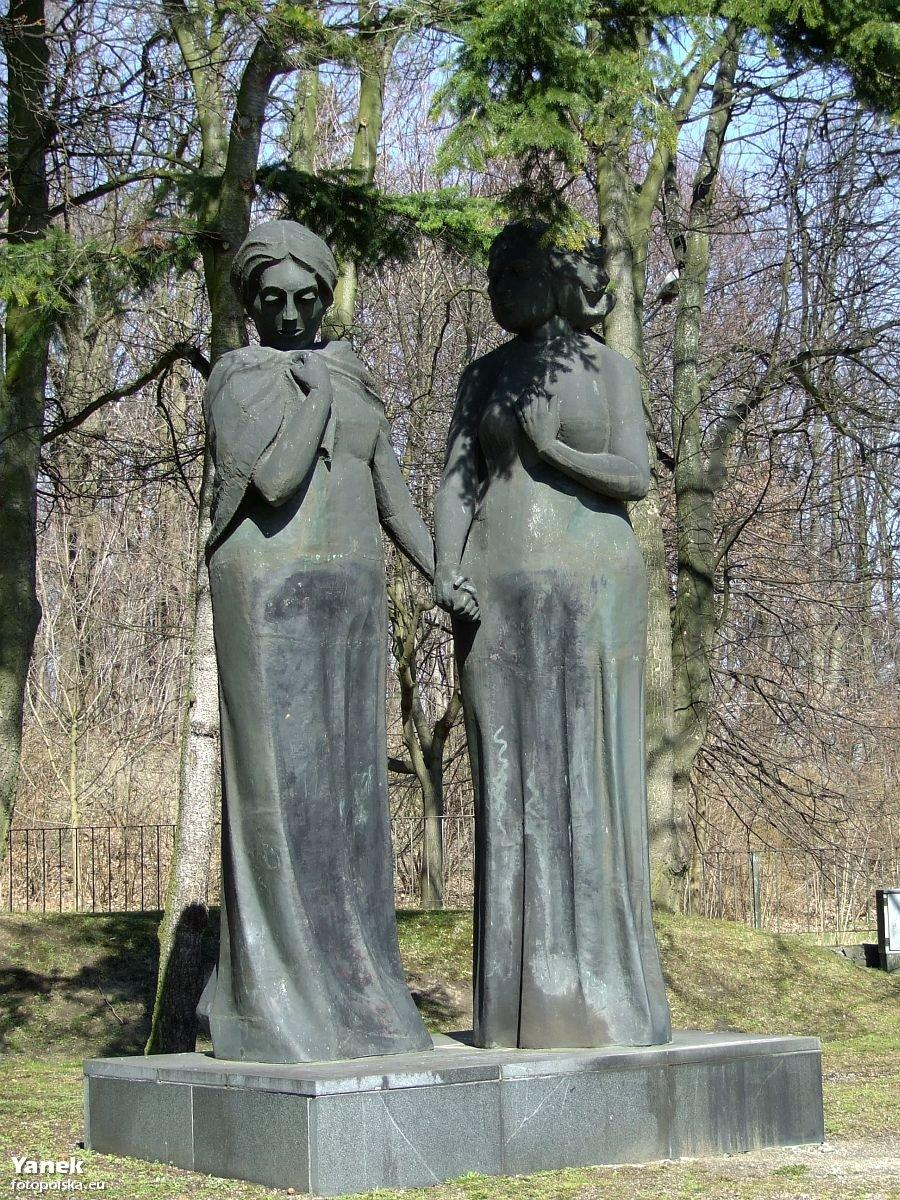
Pomnik „Matki Polki i Rosjanki”
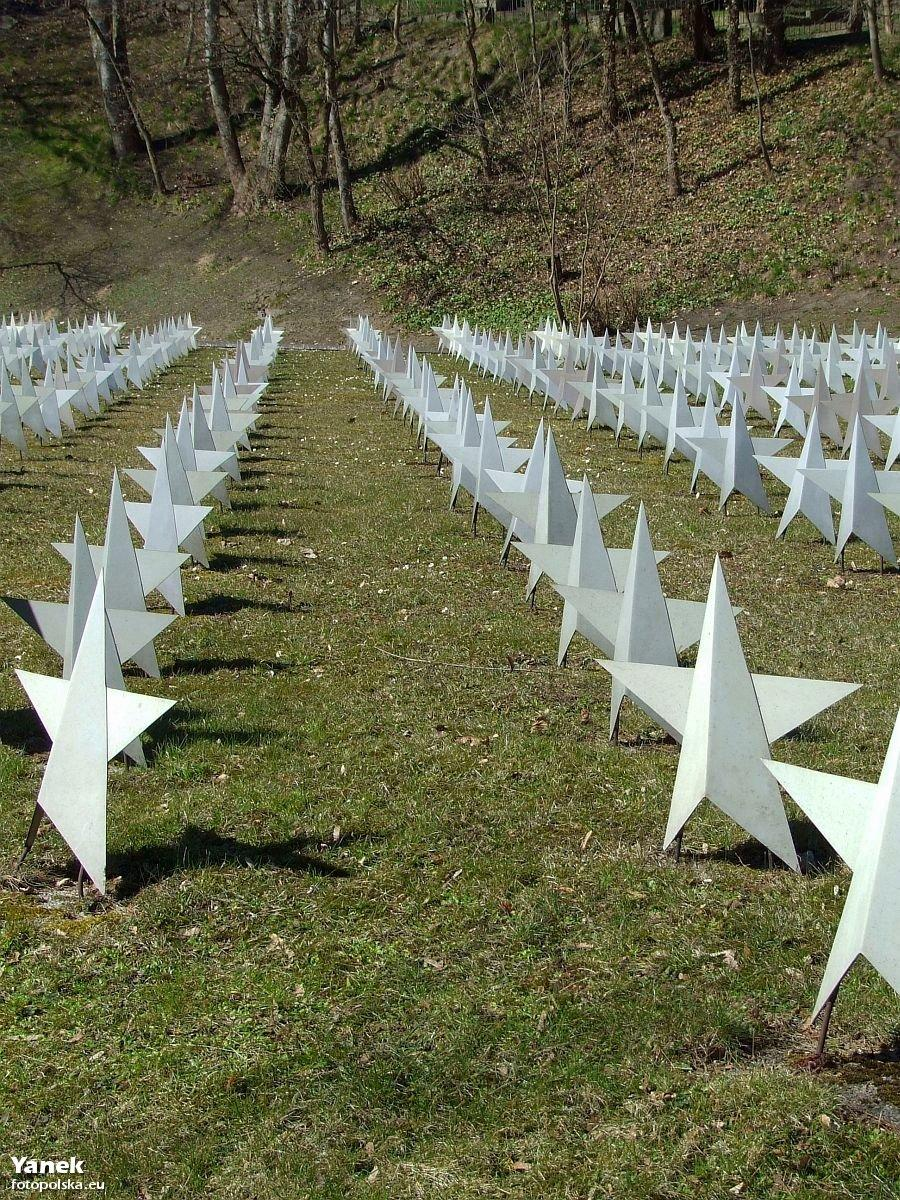
Gwiazdy na polu grzebalnym